# Ганс-Йоахім Гуттек
Ганс-Йоахім Гуттек (нім. Hans-Joachim Gutteck; 10 квітня 1914, Грайфсвальд — 13 квітня 1945, Ірландське море) — німецький офіцер-підводник, капітан-лейтенант крігсмаріне (1 листопада 1943).

## Біографія
З березня 1943 року служив в 3-й флотилії блокадопроривників. З вересня 1943 по лютий 1944 року пройшов курс підводника, в лютому-травні — курс командира підводного човна. З 28 червня 1944 року — командир підводного човна U-1024. 3 березня 1945 року вийшов у свій перший і останній похід. 12 квітня U-1024 був захоплений в Ірландському морі південніше острову Мен після пошкоджень, отриманих внаслідок атаки британських фрегатів «Лох Гленду» і «Лох Мор». Човен був взятий на буксир, але 13 квітня затонув під час буксирування. 37 членів екіпажу були врятовані, 9 (включаючи Гуттека) загинули.
Всього за час бойових дій потопив 1 і пошкодив ще 1 корабель. Всі члени екіпажів цих кораблів вціліли.
| Дата           | Назва корабля                             | Тип               | Тоннаж | Вантаж                                                                                                 | Екіпаж | Країна | Конвой |
| -------------- | ----------------------------------------- | ----------------- | ------ | --- | ------ | ------ | ------ |
| 7 квітня 1945  | James W. Nesmith (невиправно пошкоджений) | Торговий пароплав | 7,176  | 3375 тонн тютюну, добрив, пиломатеріалів, деталей літаків у ящиках і 8 літаків P-47 як палубний вантаж | 82     | США    | HX-346 |
| 12 квітня 1945 | Will Rogers (пошкоджений)                 | Торговий пароплав | 7,200  | 4995 тонн генеральних вантажів, включаючи посадочні килимки і борошно                                  | 70     | США    | BB-80  |